# UWE-1
UWE-1はユリウス・マクシミリアン大学ヴュルツブルクの学生らが作製したCubeSat。2005年10月27日にプレセツク宇宙基地からSSETIエクスプレスミッションの一部として打ち上げられた。ラジオコールサインはDPØUWE。
2号機であるUWE-2は2009年9月30日に打ち上げられた。